# Sumber Jaya (Teluk Belengkong)
Sumber Jaya is een bestuurslaag in het regentschap Indragiri Hilir van de provincie Riau, Indonesië. Sumber Jaya telt 912 inwoners (volkstelling 2010).